# Клика Шато
Клика Шато, фр. Clique du Château, англ. Château Clique — название, которое оппоненты из Канадской партии использовали для неформальной группы богатых и влиятельных, в основном англоязычных семей Нижней Канады в начале 19 века и под которым они вошли в историю Канады. Их аналогом в Верхней Канаде был Семейный пакт. В политической жизни они были известны как Партия бюрократов или Бюрократическая партия, фр. Parti bureaucrate, англ. Bureaucratic Party, а также Британская партия и Тори.
Как и Семейный пакт, клика Шато приобрела влияние в результате англо-американской войны. Большая часть семей, входивших в Клику Шато, была британскими торговцами, хотя в клике также было представлено несколько франкоканадских помещиков, считавших, что союз с британскими предпринимателями позволит им лучше отстаивать свои интересы. Среди наиболее влиятельных членов клики были пивовар Джон Молсон и Джеймс Макгилл, основатель Университета Макгилла.
В основном цель клики состояла в ассимиляции франкоканадского большинства англосаксонской культурой. Для этой цели планировалось отменить помещичье землевладение, заменить французскую систему континентального права системой обычного права, а также заменить католицизм англиканством.
Достижением клики стало принятие Акта о Союзе в 1840 г. Хотя в перспективе акт не смог ассимилировать франкоканадцев, он привёл к тому, что в течение длительного времени их интересы игнорировались.
Конституционный акт 1791 года учредил 3 ветви власти: Законодательную ассамблею Нижней Канады (избираемую нижнюю палату Парламента); Законодательный совет Нижней Канады, назначаемую верхнюю палату; и Исполнительный совет, выступавший в качестве колониального правительства от имени лейтенант-губернатора. Лейтенант-губернатор во всех случаях был дворянином, назначаемым из Лондона, а своими советниками он чаще всего назначал членов Клики. Клика также сформировала свою фракцию в Законодательном совете, отказавшись от участия в деятельности Законодательной ассамблеи, где большинство составляли франкоканадцы.
Луи-Жозеф Папино был одним из наиболее активных противников Клики. Его борьба против Клики и её сторонника лейтенант-губернатора лорда Госфорда привела к Восстанию патриотов 1837 г.
После восстания Верхняя и Нижняя Канада были объединены в Провинцию Канада, которой совместно управляли премьер и сопремьер, представлявшие обе части страны. После этого клика Шато, в отличие от Семейного пакта, не исчезла. Хотя англоканадцы и стали большинством во всей стране, назначаемые британскими властями генерал-губернаторы всё ещё пытались ассимилировать франкоканадцев. Восточная Канада (так стала называться после объединения бывшая Нижняя Канада) в конце концов приобрела некоторую политическую независимость в годы правления премьер-министров Роберта Болдуина и Луи-Ипполита Лафонтена.